# منزل الحاج علي خان زند
منزل الحاج علي خان زند (بالفارسية: خانه حاج علی خان زند) هو منزل تاريخي يعود إلى عصر القاجاريون، ويقع في قم.